# Стаценко, Яков Тихонович
Я́ков Ти́хонович Стаце́нко (1923—1989) — сержант Рабоче-крестьянской Красной Армии, участник Великой Отечественной войны, Герой Советского Союза (1945).

## Биография
Яков Стаценко родился 15 сентября 1923 года в селе Волошино (ныне — Острогожский район Воронежской области). После окончания четырёх классов школы работал в колхозе. В сентябре 1941 года Стаценко был призван на службу в Рабоче-крестьянскую Красную Армию. С ноября 1942 года — на фронтах Великой Отечественной войны.
К июню 1944 года сержант Яков Стаценко командовал пулемётным расчётом 787-го стрелкового полка 222-й стрелковой дивизии 33-й армии 3-го Белорусского фронта. Отличился во время освобождения Могилёвской области Белорусской ССР. 23 июня 1944 года расчёт Стаценко подавил огонь нескольких точек противника и одним из первых переправился через реку Проня в районе деревни Головичи. 27 июня 1944 года расчёт успешно форсировал Днепр в районе Шклова и принял активное участие в боях за захват и удержание плацдарма на его западном берегу, продержавшись до переправы основных сил.
Указом Президиума Верховного Совета СССР от 24 марта 1945 года сержант Яков Стаценко был удостоен высокого звания Героя Советского Союза с вручением ордена Ленина и медали «Золотая Звезда».
После окончания войны Стаценко был демобилизован. Проживал и работал в Симферополе. Умер 10 марта 1989 года, похоронен в Симферополе.
Был также награждён орденами Отечественной войны 1-й степени, Красной Звезды и Славы 3-й степени, рядом медалей.

## Память
- Улица в Симферополе;
- Бюст на Аллее Героев в Острогожске;
- Мемориальная доска в Симферополе на доме по ул. Севастопольской, 26, где жил Я. Т. Стаценко[2].